# Лайма (река)
Лайма — река в России, протекает по Тюменской и Свердловской областях. Правый приток реки Носка.

## География
Река Лайма вытекает из озера Малое Сатыково (Тавдинский городской округ Свердловской области). Течёт на восток по болотистой местности через озёра Большое Сатыково, Тармышково, Иваново, Камышинское, Нижнее, Каннакуль, Кускургульское, Намухтарское, Камышное, Чимкульское. Ниже озера Камышинское течёт по территории Тюменской области. У озера Камышное поворачивает на север. Устье реки находится у села Лайтамак в 207 км по правому берегу реки Носки. По данным государственного водного реестра, длина реки составляет 200 км (по другим данным — 185 км). Высота устья — 39,9 м над уровнем моря. Высота истока — 55,1 м над уровнем моря.

## Достопримечательности
На правом берегу реки установлен знак «Крайняя восточная точка Свердловской области».

## Данные водного реестра
По данным государственного водного реестра России относится к Иртышскому бассейновому округу, водохозяйственный участок реки — Иртыш от впадения реки Тобол до города Ханты-Мансийск (выше), без реки Конда, речной подбассейн реки — бассейны притоков Иртыша от Тобола до Оби. Речной бассейн реки — Иртыш.
Код объекта в государственном водном реестре — 14010700112115300013173.